# Liste der Monuments historiques in L’Île-d’Yeu
Die Liste der Monuments historiques in L’Île-d’Yeu führt die Monuments historiques in der französischen Gemeinde L’Île-d’Yeu auf.

## Liste der Bauwerke
| Bezeichnung                        | Beschreibung | Standort | Kennzeichnung | Schutzstatus | Datum | Bild           |
| ---------------------------------- | ------------ | -------- | ------------- | ------------ | ----- | -------------- |
| Dolmen de la Guette                |              | (Lage)   | PA00110141    | Classé       | 1979  |                |
| Dolmen de la Planche-à-Puare       |              | (Lage)   | PA00110142    | Classé       | 1889  |                |
| Dolmen des Landes                  |              | (Lage)   | PA00110144    | Classé       | 1889  |                |
| Dolmen des Petits Fradets          |              | (Lage)   | PA00110143    | Classé       | 1889  |                |
| Kirche St-Sauveur                  |              | (Lage)   | PA00110145    | Classé       | 1906  | weitere Bilder |
| Fort de Pierre-Levée               |              | (Lage)   | PA00110147    | Inscrit      | 1984  | weitere Bilder |
| Menhir du Sud                      |              | (Lage)   | PA00110148    | Classé       | 1889  |                |
| Leuchtturm                         |              | (Lage)   | PA85000045    | Inscrit      | 2011  | weitere Bilder |
| Leuchtturm der Pointe des Corbeaux |              | (Lage)   | PA85000046    | Inscrit      | 2011  | weitere Bilder |
| Römische Redoute                   |              | (Lage)   | PA00110146    | Inscrit      | 1986  |                |
| Altes Schloss                      |              | (Lage)   | PA00110140    | Classé       | 1900  | weitere Bilder |